# Hoplolabis longior
Hoplolabis longior är en tvåvingeart som beskrevs av Jaroslav Stary 2006. Hoplolabis longior ingår i släktet Hoplolabis och familjen småharkrankar. Inga underarter finns listade i Catalogue of Life.